# Genesis of a Music
Genesis of a music (en français, Genèse d'une musique) est un ouvrage du compositeur américain Harry Partch, publié en 1949, puis dans une édition revue augmentée en 1974, l'année de sa mort.
Mêlant des considérations d'histoire de la musique autour de l'intonation juste à des souvenirs personnels (de la réalisation d'instruments originaux à la création d'œuvres en public), Genesis of a music étudie les différentes gammes acoustiques développées depuis les Chinois sous le règne de l'empereur Shun, les anciens Égyptiens et les Grecs de l'école de Pythagore. 
L'ouvrage en propose une synthèse selon un ensemble de gammes fondées sur une division de l'octave en quarante-trois degrés microtonaux. Harry Partch développe également le concept de « corporéalité » opposé à l'idée de musique abstraite, représentée notamment par la soumission au tempérament égal à douze degrés, y compris dans la musique sérielle.

## Contexte

### Intuitions et essais
Au début des années 1920, Harry Partch avait étudié « le piano et l'harmonie, au sujet desquels il se montra vite extrêmement critique, dénonçant les insuffisances de l'un et de l'autre », malgré l'admiration sincère qu'il portait envers les œuvres de John Field et Frédéric Chopin. Dans la biographie qu'il lui consacre, Bob Gilmore montre que la découverte de l'ouvrage de Hermann von Helmholtz sur les « sensations de tons » (Die Lehre von den Tonempfindungen als physiologische Grundlage für die Theorie der Musik, traduit en anglais par On the sensations of tone) en 1923 fut une première révélation.
L'ouvrage de Helmholtz, qui devait également inspirer Edgard Varèse à la même époque,, offre un ensemble d'expériences sur les sons harmoniques et les relations d'affinité entre les différents degrés de la gamme, indépendamment du système tempéré. L'allusion aux théories des anciens Grecs, Pythagore en particulier, motiva le jeune musicien à effectuer des recherches en ce sens.

### Premiers éléments
À partir du mois de juin 1928, Harry Partch entreprit la réalisation d'un instrument hybride, en adaptant un manche de violoncelle sur le corps d'un alto (sous le nom d'alto adapté), avec vingt-neuf degrés accessibles dans une octave. Bob Gilmore retrace les grandes étapes du parcours intellectuel et promotionnel du musicien américain, titulaire d'une bourse de la Fondation Guggenheim qui aboutit, de 1928 à 1935, au système complet de quarante-trois degrés mathématiquement justes dans l'octave.
Au terme de ces sept années de recherche, d'essais et de démonstrations, parfois lors de concerts en public, Harry Partch disposait d'un outil théorique complet, auquel il se consacra pleinement dans ses compositions, à partir des Dix-sept poèmes de Li Po, créés le 9 février 1932.

### Harry Partch en 1945
La carrière musicale de Harry Partch connut une longue interruption, de 1935 à 1943. La Grande Dépression qui touchait alors les États-Unis conduisit le musicien à vivre en vagabond (hobo), alternant les petits emplois précaires, sillonnant les différents États en wagon de chemin de fer. Cette période s'accompagnait de nombreux doutes personnels, associés à des phases de dépression : le compositeur n'avait pas réussi à intéresser de commanditaires pour ses instruments nouveaux, son système harmonique demeurait largement théorique et son œuvre restait encore à composer ou à présenter en public.
Au début du printemps 1944, Harry Partch rassembla les notes accumulées pendant les dix années précédentes et présenta un concert de ses œuvres à New York. Malgré un accueil critique et public « froid, et même franchement hostile », la publication d'une première version de ses théories (sous le titre Monophony) et le concert du 3 mai 1945 lui attirèrent quelques soutiens dans le monde musical.
L'un de ses plus enthousiastes partisans fut Jacques Barzun, spécialiste américain de l'œuvre de Berlioz, qui lui fit découvrir les écrits théoriques et autobiographiques du compositeur français. Harry Partch, enthousiasmé à son tour par les théories de Berlioz et son Non credo, entreprit la rédaction définitive de son ouvrage désormais conçu comme un nouveau Traité d'instrumentation et d'orchestique, sous le titre Genesis of a Music.

## Présentation
Genesis of a Music est divisé en quatre grandes parties, suivies de six appendices :
1. Corporéalité contre musique abstraite,
2. Une introduction à l'intonation,
3. Les ressources de la monophonie,
4. Intonations : Histoires, suggestions, propositions

### Histoire de la musique
Les deux premiers chapitres, constituant la première partie, brossent un vaste panorama des tendances musicales illustrant les concepts fondateurs de l'esthétique de Harry Partch : depuis l'ancienne Chine et les Grecs anciens, la musique médiévale, les théories des compositeurs florentins sur les débuts de l'opéra, Gluck, Berlioz, l'apparition du Sprechgesang à Bayreuth (Richard Wagner, Engelbert Humperdinck), le « Non credo berliozien à Saint-Pétersbourg » (Moussorgski, Dargomyjski), Debussy, Schönberg, et le « vide contemporain » (the vacant lot) soumis à l'abstraction en musique.

### Définitions pour l'intonation juste
Le troisième chapitre commence par une longue liste de définitions « pour dégager l'atmosphère » (to clear the Atmosphere). Harry Partch y développe « le langage des ratios », à partir des expériences des physiciens sur la corde vibrante.

### Divisions de l'octave
Les premiers chapitres de la troisième partie exposent les théories de Harry Partch sur l'« analyse de la limite au son 5 » et l'« application de la limite au son 11 ». Le compositeur en déduit un système cohérent, mais complexe dans sa mise en œuvre, de vingt-huit tonalités.

## Pratique

### Chantetinstruments
Les chapitres 11 et 12, dans la troisième partie de l'ouvrage, présentent l'ensemble des instruments réalisés par Harry Partch, et leur notation,.

### Autour de six œuvres majeures
Le dernier chapitre de la troisième partie rend compte de la composition et de la création de « six œuvres majeures » du compositeur, en fait sept partitions :
1. U.S. Highball — a Musical Account of a transcontinental Hobo Trip,
2. Plectra and Percussion Dances,
3. Œdipus — a Music-Dance drama,
4. The Bewitched — a Dance satire,
5. Revelation in the Courthouse Park,
6. And on the Seventh Day Petals fell in Petaluma,
7. Delusion of the Fury — a Ritual of Dream and Delusion

### Édition moderne
- (en) Harry Partch, Genesis of a Music, New York, Da Capo Press, 1974, 544 p. (ISBN 978-0-306-80106-8).

### Ouvrages généraux
- Odile Vivier, Varèse, Paris, Seuil, coll. « solfèges » (no 34), 1987, 192 p. (ISBN 2-02-000254-X).

### Biographies
- (en) Bob Gilmore, Harry Partch : A Biography, New York, Yale University Press, 1998, 468 p. (ISBN 978-0-300-06521-3, lire en ligne).
- (en) S. Andrew Granade, Harry Partch : Hobo composer, New York, Boydell & Brewer, 2014, 351 p. (ISBN 978-1-58046-495-6, lire en ligne).